# Миттаг, Юдит Эссер
Юдит Эссер Миттаг (нем. Judith Esser Mittag; 12 ноября 1921 — 1 мая 2020) — немецкий врач-гинеколог. Вошла в историю как изобретатель безаппликаторных тампонов o.b. и популяризатор идей женской гигиены.
Юдит Эссер Миттаг изучала медицину с 1940 по 1945 в Кёльнском университете и в Боннском университете, затем работала в клинике Вупперталя.
В 1947 году Юдит консультировала предпринимателей Карла Хана и Хайнца Миттага по поводу создания тампонов o.b.. Позднее она вышла замуж за Хайнца Миттага.
В 1951 году Юдит Эссер Миттаг получила диплом врача-специалиста (Fachärztin) в сфере гинекологии и акушерства.
В 1956 году врач стала секретарём немецкого Общества за улучшение здоровья женщин (Ärztliche Gesellschaft zur Gesundheitsförderung).
В 1978 году Юдит Эссер Миттаг стала одним из основателей Ассоциации подростковой гинекологии в составе Немецкого общества гинекологии и акушерства (Deutsche Gesellschaft für Gynäkologie und Geburtshilfe).
В 2009 году за заслуги в сфере образования подростков по вопросам гинекологии врач удостоилась Награды земли Северный Рейн-Вестфалия (Verdienstorden des Landes Nordrhein-Westfalen).
В Германии Ассоциация подростковой гинекологии учредила именной приз в честь учёного с номинациями € 4,000 и € 2,500 за лучшую публикацию в сфере подростковой гинекологии.

## Научные труды
- Pädiatrische Gynäkologie (Mitverfasserin), Springer, Berlin u.a. 1987 ISBN 3-540-17805-8 / ISBN 0-387-17805-8
- Der Liebe auf der Spur. Das Buch zur achtteiligen Spielfilmserie über Liebe und Sexualität (Mitverfasserin), Albanus, Düsseldorf 1989 ISBN 3-9802057-0-3
- Jugendsexualität heute. Tabus — Konflikte — Lösungen, Beltz und Quadriga, Weinheim und Berlin 1994 ISBN 3-88679-236-6
- Frauen in Gesundheit und Krankheit. Die neue frauenheilkundliche Perspektive, Trafo, Berlin 1996 ISBN 3-930412-96-9
- Kinder- und Jugendgynäkologie. Atlas und Leitfaden für die Praxis (Hrsg. mit Alfred S. Wolf), Schattauer, Stuttgart 1996 ISBN 3-7945-1558-7

## Личная жизнь
В 1957 году Юдит Эссер Миттаг родила сына Кристиана в США, в Палм-Спрингс.
В 1975 году Юдит Эссер Миттаг вместе с мужем приобрела ферму по разведению зелёных морских черепах на острове Большой Кайман, которую супруги затем продали правительству островов в 1983 году.